# Radziwiłłów (województwo wielkopolskie)
Radziwiłłów – wieś w Polsce położona w województwie wielkopolskim, w powiecie ostrowskim, w gminie Ostrów Wielkopolski, ok. 8 km na południowy zachód od Ostrowa.
Miejscowość przynależała administracyjnie w latach 1887–1932 do powiatu odolanowskiego, w latach 1975–1998 do województwa kaliskiego, a w latach 1932–1975 i od 1999 do powiatu ostrowskiego.